# Subestructura ferroviaria

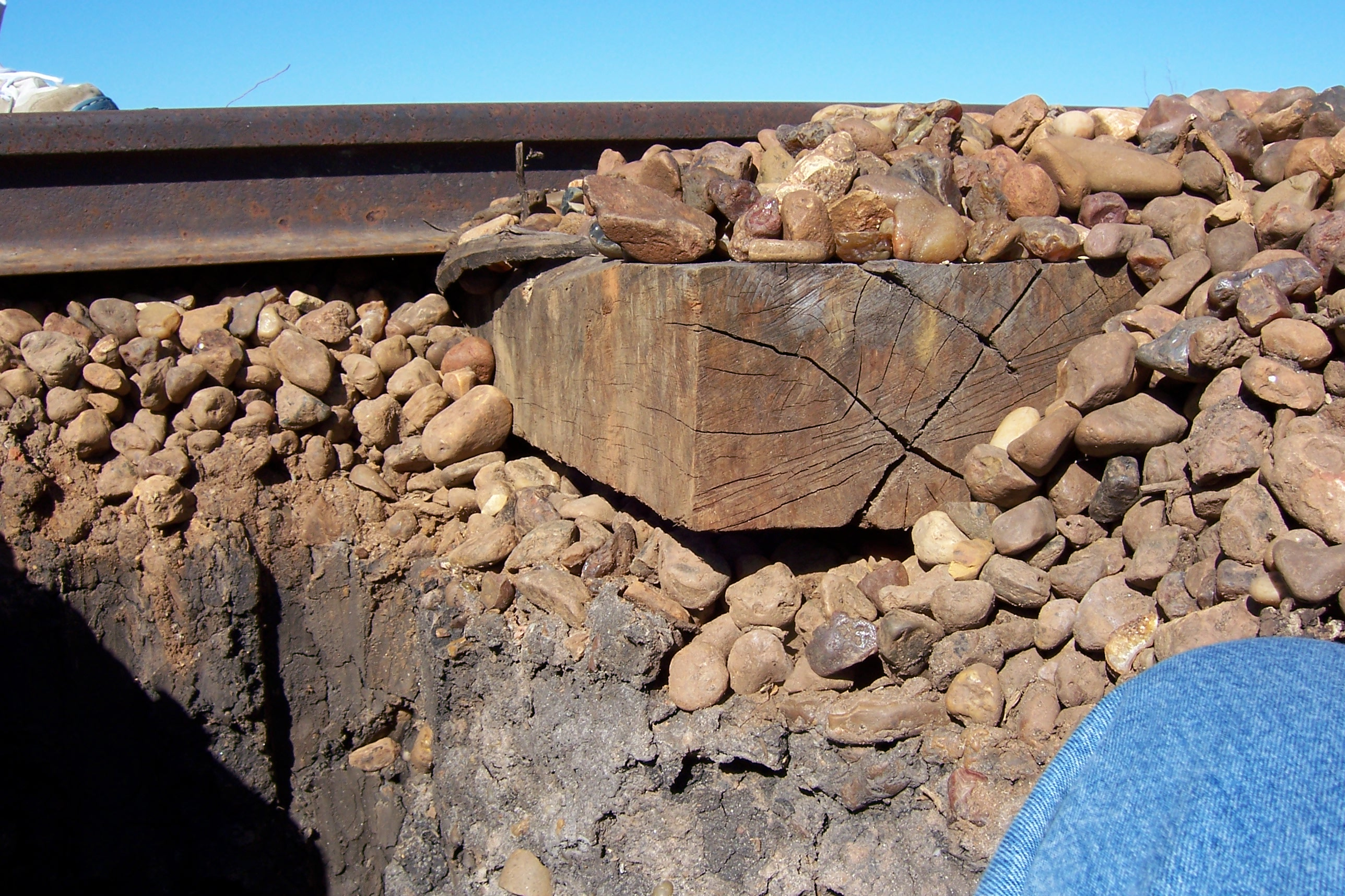
Vía sobre traviesas de madera, con balasto de canto rodado. Foto tomada durante la realización de cateos, se observa la capa de piedra debajo del durmiente.

Se denomina subestructura ferroviaria al terreno que se encuentra inmediatamente debajo del balasto o de la plataforma (si es vía en placa) soportando las cargas que estas transmiten, y tiene como función básica proporcionar el apoyo a la superestructura de la vía, de modo que ésta no sufra deformaciones que impidan o influyan negativamente en la explotación, bajo las condiciones del tráfico que determinan el trazado de la vía, gracias a las técnicas de mecánica de suelos y rocas. Por lo tanto, los problemas que la subestructura presenta son determinar su capacidad portante, y conocer las causas y efectos de las deformaciones y asentamientos, para dimensionar el espesor del balasto, y conocer la degradación geométrica de la vía.
La subestructura es el terreno natural modificado por las obras necesarias para adecuar la superficie de apoyo de la superestructura de la vía férrea, para dar a la plataforma (subestructura y superestructura), unas características resistentes. Esta plataforma, es la parte superior de la subestructura, siendo el resto de esta, tratada como otra infraestructura de caminos.
La calidad de un suelo se define por su naturaleza y su estado, variando sus propiedades de resistencia y deformación. La naturaleza del suelo se establece gracias a la identificación visual, granulometría, sedimentación, límites de Atterberg, estudio Proctor-CBR y, eventualmente, el equivalente de arena, contenido de CO3 y Ca y materia orgánica. 

## Solicitaciones sobre la plataforma
Las solicitaciones sobre la plataforma y su magnitud son función de:
- a.	La carga por eje
- b.	Las características constructivas de los vehículos
- c.	La velocidad de circulación de los trenes
- d.	El espesor de la caja de balasto
- e.	La densidad del tráfico
- f.	Las condiciones climatológicas

| Resistencia de diferentes tipos de suelos (tabla 1) | Resistencia de diferentes tipos de suelos (tabla 1) |
| --------------------------------------------------- | --------------------------------------------------- |
| Material                                            | Tensión admisible (kg/cm²)                          |
| Roca coherente                                      | 4,5                                                 |
| Banco de cantos rodados                             | 3,5                                                 |
| Grava                                               | 3                                                   |
| Arcilla Seca                                        | 2,0 a 2,5                                           |
| Arena Fina                                          | 1,0 a 1,5                                           |
| Grava arcillosa                                     | 0,8 a 1,0                                           |
| Arcilla húmeda                                      | 0,8 a 1,0                                           |
| Arena con granulometría uniforme                    | 0,4 a 0,6                                           |
| Arcilla semiresistente                              | 0,3 a 0,4                                           |
| Arcilla blanda                                      | 0,2 a 0,3                                           |

De acuerdo con los factores que influyen en la capacidad portante de la plataforma el problema tiene una complejidad notable. En Europa se ha establecido por cálculos tanto teóricos como experimentales, que las solicitaciones están comprendidas entre 0,6 y 1 kg/cm², con lo que la plataforma de la vía debe tener una capacidad portante mínima de 1,0 kg/cm². Los suelos no cohesivos, como las gravas y arenas, normalmente aportan la resistencia necesaria. Para los suelos de carácter plástico, como algunos limos y arcillas, es necesario mejorarlos. Algunos estudios especializados dan las estimaciones que se indican en la tabla 1.
En el caso de usar balasto bajo las traviesas hay diferentes estudios sobre sus necesidades de cálculo, y que pueden ser interesantes para la subestructura. Para este problema, hay que determinar la presión en la cara inferior de la  traviesa, su distribución de presiones en el balasto, conocer la capacidad portante de la plataforma y determinar la capacidad portante del suelo. Como simplificación, los ferrocarriles mundiales clasifican sus vías según características, y fijan el espesor mínimo del balasto según la velocidad máxima, el tonelaje bruto anual, y el tipo de traviesa y su separación. 
Considerando todas las dificultades para medir las tensiones que distribuye el balasto, los ferrocarriles han establecido criterios generales para la plataforma de la vía según sistema establecido para la construcción de caminos fijando la capacidad soportante del suelo por el índice de California (C.B.R.), con un CBR superior a 20 para la plataforma, o sistemas similares en Europa. Estos criterios fueron mejor acotados en la hipótesis de Clarke.